# سيلين باكنز
سيلين باكنز (بالإنجليزية: Céline Buckens)، من مواليد 9 أغسطس 1996 في بروكسل، هي ممثلة بلجيكية. حضر مدرسة توماس لندن النهارية وسانت ماري ، أسكوت.
درس التاريخ في كلية لندن للاقتصاد؛ ظهرت في اطلق لها العنان أثناء إكمال الدورة التدريبية.

## وصلات خارجية
- سيلين باكنز على موقع IMDb (الإنجليزية)
- سيلين باكنز على موقع ميتاكريتيك (الإنجليزية)
- سيلين باكنز على موقع روتن توميتوز (الإنجليزية)
- سيلين باكنز على موقع ألو سيني (الفرنسية)
- سيلين باكنز على موقع أول موفي (الإنجليزية)
- سيلين باكنز على موقع قاعدة بيانات الأفلام السويدية (السويدية)
- سيلين باكنز على موقع قاعدة بيانات الفيلم (الإنجليزية)
- سيلين باكنز على موقع كينوبويسك (الروسية)